# NGC 1244
NGC 1244 je galaksija u zviježđu Sat.

## Vanjske poveznice
- SEDS: NGC 1244